# Hannibal: Zrození
Hannibal: Zrození je román amerického spisovatele Thomase Harrise napsaný v roce 2006. Kniha je napsána jako poslední ze série románů o vrahovi Hannibalu Lecterovi, dějově se však řadí na první pozici.
Na motivu knihy vznikl v roce 2007 film Hannibal - Zrození, ve kterém se v roli Hannibala objevil Gaspard Ulliel.

## Děj
Příběh začíná v počátcích druhé světové války v Litvě, kde se rodina Lecterových v obavách před postupem německých jednotek uchýlí ze svého rodového hradu do lovecké chaty v horách. Většinu války prožili v klidu, ale při postupu sovětské armády však válka postihne i tuto pustinu a při střetu německého bombardéru a sovětského tanku zemřou Hannibalovi rodiče. Hannibal se tak musí postarat o svoji mladší sestru Míšu.
O několik hodin později na chatu narazí litevští kolaboranti, kteří se snaží ukrýt před sovětským vojskem. Po nějaké době, kdy trpěli hlady a zmrzlá zvěř z venku jim nestačili, se rozhodli, že sní jedno z dětí. Zde se Hannibalo paměť ztrácí a dále si jen pamatuje, jak jej najdou sovětští vojáci uprostřed pustiny ve sněhu.
Po válce se z Lectrova hradu stal dům pro sirotky, kde skončil i sám Hannibal. Po čase jej našel Robert Lecter, bratr Hannibalova otce, který žil ve Francii a odvezl si jej domů. Zde se z Hannibala stává mladý muž, student medicíny, který však na svou minulost nezapomněl a ze všeho nejvíc se chce za Míšu pomstít.